# Pacifastacus nigrescens
Pacifastacus nigrescens é uma espécie de crustáceo decápode de água doce da família Astacidae, endémica da região em torno da Baía de San Francisco, Califórnia. A espécie foi originalmente descrita em 1857 por William Stimpson a partir de espécimes recolhidos próximo de  San Francisco, onde era comum nos ribeiros que rodeavam San Francisco Bay. A introdução da espécie Pacifastacus leniusculus na Califórnia, provavelmente no século XIX, veio alterar a biocenose do habitat e desde há muitas décadas que não há avistamentos de P. nigrescens, o que causou a declaração do seu estado de conservação como extinto. Buscas intensivas no seu habitat conhecido demonstraram que nos locais onde ocorria há ocupação por Pacifastacus leniusculus ou Procambarus clarkii.